# Ėdmond Keosajan
Ėdmond Gareginovič Keosajan (in russo Эдмо́нд Гареги́нович Кеосая́н?; in armeno Էդմոնդ Գարեգինի Քյոսայան?, Ēdmond Garegini K'yosayan; Gyumri, 9 ottobre 1936 – Mosca, 19 aprile 1994) è stato un regista sovietico.
- 1952-54 - ha lavorato nella fabbrica di orologi di Yerevan.
- 1954-56 - ha studiato all'Istituto di economia Plekhanov di Mosca.
- 1956-58 - ha studiato all'Istituto statale di teatro e cinematografia di Yerevan e ha lavorato come presentatore.
- 1964 - si è diplomato al dipartimento di regia della VGIK (master class di Efim Dzigan).
- Dal 1964 - è stato direttore del Mosfilm Studio. Occasionalmente ha lavorato presso Armenfilm Studio.

È stato anche un compositore della Soviet State Variety Orchestra. I suoi film sono principalmente in lingua armena e russa.
È morto il 21 aprile 1994 ed è stato sepolto nel cimitero di Kuntsevo.

## Filmografia parziale

### Regista
- Strjapucha (1965)
- Neulovimye mstiteli (1966)
- Novye priključenija neulovimych (1968)
- Korona Rossijskoj imperii, ili snova neulovimye (1971)
- Kogda nastupaet sentjabr' (1976)